# Got 'til It's Gone
Got 'til It's Gone è il primo singolo estratto dall'album The Velvet Rope della cantante statunitense Janet Jackson, il 22 settembre 1997 per la Virgin Records. Al brano partecipano il rapper statunitense Q-Tip e la cantante canadese Joni Mitchell.

## Descrizione
La canzone fu scritta da Janet Jackson, Jimmy Jam e Terry Lewis, René Elizondo Jr., allora marito della cantante, e Q-Tip per le parti rap, e prodotta da Jackson, Jam e Lewis presso i Flyte Tyme Studios di Edina, Minnesota. Contiene un campionamento di Big Yellow Taxi di Joni Mitchell.
Negli Stati Uniti il singolo non fu pubblicato, ma raggiunse la posizione numero 36 nella classifica radio, la numero 6 nella classifica dance e la numero 3 nella classifica radio rhythm and blues/hip hop, mentre entrò tra i primi venti posti nelle classifiche della maggior parte dei mercati europei, tra cui Francia, Germania, Italia e Svizzera.

## Il video
Nel videoclip della canzone, Janet Jackson appare per la prima volta senza trucco e coi capelli intrecciati in nodi bantu mentre interpreta una cantante di musica lounge ai tempi dell'apartheid. Il video, in stile vintage, cattura e celebra la musica, lo stile e la cultura africana e in particolare quella del Sudafrica. Nel video appaiono solo persone di colore e contiene messaggi contro il razzismo come una bottiglia di vetro che, alla fine del filmato, viene lanciata contro un segnale posto fuori da un bagno che recita le parole "solo per europei" e "slegs blankes", un avviso affisso durante l'apartheid che stava a significare "solo per bianchi".
Il video fu diretto da Mark Romanek e fruttò alla Jackson e al regista un Grammy Award nella categoria Miglior video musicale corto ai Grammy Awards 1998 e un premio come Most Stylish Music Video ai VH1 Fashion Awards dello stesso anno. Nel 2003 fu inoltre inserito da Slant Magazine alla posizione numero 10 nella lista The 100 Greatest Music Videos of All Time (I 100 più grandi video musicali di tutti i tempi).

## Tracce

### CD singolo (Europa)
Testi e musiche di Jackson, Jam, Lewis, Elizondo Jr, Mitchell, Q-Tip.
1. radio edit – 3:39
2. Mellow Mix – 5:11

### CD maxi singolo/ CD singolo (Regno Unito)/ EP iTunes/ CD promozionale (Giappone)
Testi e musiche di Jackson, Jam, Lewis, Elizondo Jr, Mitchell, Q-Tip.
1. radio edit – 3:39
2. Mellow Mix – 5:11
3. Nellee Hooper Master Mix – 4:18
4. Mellow Mix Edit – 3:51
5. album version – 4:00

### Singolo audiocassetta (Europa)
Testi e musiche di Jackson, Jam, Lewis, Elizondo Jr, Mitchell, Q-Tip.
1. Morales My Club Mix – 7:48
2. Morales Extended Classic Club Mix – 10:11
3. Morales Def Club Mix – 10:54

## Classifiche
| Classifica (1997)                      | Massima posizione |
| -------------------------------------- | ----------------- |
| Australia                              | 10                |
| Austria                                | 21                |
| Canada                                 | 19                |
| Danimarca                              | 8                 |
| Europa                                 | 6                 |
| Francia                                | 11                |
| Germania                               | 17                |
| Regno Unito                            | 6                 |
| Italia                                 | 19                |
| Nuova Zelanda                          | 4                 |
| Paesi Bassi                            | 6                 |
| Svezia                                 | 6                 |
| Svizzera                               | 11                |
| Radio (USA)                            | 36                |
| Dance (USA)                            | 6                 |
| Rhythm and blues/hip hop (radio) (USA) | 3                 |